# Großengottern
Großengottern – część gminy (Ortsteil) Unstrut-Hainich w Niemczech, w kraju związkowym Turyngia, w powiecie Unstrut-Hainich. Do 31 grudnia 2018 samodzielna gmina, siedziba wspólnoty administracyjnej Unstrut-Hainich.